# Rate limiting
Rate-limiting je pojem označující v počítačových sítích omezení rychlosti sloužící k ovládání toku provozu odeslanou nebo přijatou řadičem síťového rozhraní.
To může být indukována síťového protokolu zásobníku odesílatele v důsledku na přijatou ECN označenou paketu a také sítě plánovače každého směrovače na cestě.
Nižší nebo rovna zadané mezní provozu je poslán, zatímco provoz přesahující tento limit je odmítnut nebo zpožděn. Zařízení, které provádí tuto funkci, je omezovač průtoku. Míra omezení je provedeno dopravní policie (odhazovat přebytečné pakety), ve frontě (zpoždění paketů v tranzitu) nebo řízení přetížení (manipulační kontrolní mechanismy přetížení protokol používaný). Policejní a fronty lze aplikovat na všech počítačových sítí. Kontrola přetížení lze použít pouze na síťových protokolů pomocí ovládacích přetížení mechanismů jako je TCP.